# Lemannville, Louisiana
Lemannville, Louisiana (енгл. Lemannville) насељено је место без административног статуса у америчкој савезној држави Луизијана.

## Демографија
По попису из 2010. године број становника је 860.
| Група             | 2000.    | 2010.       |
| Белци             | 0 (0,0%) | 250 (29,1%) |
| Афроамериканци    | 0 (0,0%) | 604 (70,2%) |
| Азијати           | 0 (0,0%) | 0 (0,0%)    |
| Хиспаноамериканци | 0 (0,0%) | 9 (1,0%)    |
| Укупно            | 0        | 860         |